# Luguelín Santos
Luguelín Miguel Santos Aquino (Bayaguana, Monte Plata, República Dominicana, 12 de noviembre de 1992) es un atleta y militar dominicano de 400 m lisos. Durante su carrera deportiva ha ostentado una medalla de oro en los Juegos Panamericanos, dos medallas de plata en los Juegos Olímpicos, y una medalla de bronce en el Campeonato mundial de atletismo.

## Trayectoria
Luguelín inició en el atletismo en condiciones muy adversas. Él mismo se ha definido como un joven que pasó «muchos dolores» en los primeros años de su carrera deportiva, y muestra de ello eran las ocasiones en las que tenía que correr en pista de tierra y con los pies sangrantes, ya que no tenía zapatos para competir. No pocas veces pasó hambre.
Fue en el 2002 cuando empezó a practicar el deporte por recomendación de su prima Celia Aquino, aunque también hacía ciclismo. Uno de sus primeros registros en los 400 m lisos fue de 53 segundos. Para el 2008 llamó la atención del entrenador José Ludwing Rubio quien lo puso bajo su dirección; y ya en el 2009 era parte del equipo dominicano que compitió en el panamericano júnior de Puerto España. En Santo Domingo logró una nueva marca juvenil de 46,16 s, y pronto obtuvo sus primeras medallas internacionales en el campeonato centroamericano y del Caribe categoría júnior del 2010 con una de plata en los 400 m, y  otra de bronce en el equipo de relevos. Además asistió al campeonato mundial de Moncton, donde se ubicó en la sexta posición de la carrera final con un tiempo de 46,90 s.
Los resultados le valieron la participación para los Juegos Olímpicos de la Juventud de Singapur, una «experiencia memorable» según sus palabras. Allí ganó dos medallas de oro en los 400 m con un registro de 47,11 s; así como en el relevo 4 × 400 m como parte del equipo de las Américas. Coronó su notable desempeño con el reconocimiento de «Atleta del año» por parte del Comité Olímpico Dominicano.
Para el 2011 compitió en los Juegos Panamericanos de Guadalajara, y se adjudicó la medalla de plata por detrás del costarricense Nery Brenes, con un tiempo de 44,71 s que superó el récord nacional en poder de Félix Sánchez y que también terminó como la cuarta mejor marca júnior del año.

### Campeón Mundial Júnior
El 27 de mayo de 2012, acudió a una competencia del IAAF World Challenge, en la que se llevó el triunfo y rebajó su propia marca personal con un registro de 44,45 s. También asistió al campeonato mundial júnior de Barcelona ganando la primera medalla de oro para un dominicano en este nivel de competencia, tras una holgada victoria con un tiempo de 45,98 s, por lo que fue felicitado por el expresidente de la República Dominicana, Leonel Fernández.En 2023 fue desposeído de esta medalla e inhabilitado hasta marzo de 2026 al reconocer que falsificó su fecha de nacimiento para participar en este campeonato.

### Los Juegos Olímpicos de Londres
Con apenas su primer triunfo en la élite internacional, logrado en Nueva York en el mes de junio durante la Liga de Diamante, Santos se presentó en los Juegos Olímpicos de Londres y llegó a la final liderando las series en la ronda preliminar y semifinal. 
En la disputa por la medalla de oro se encontraba Kirani James, campeón mundial de Daegu, quien se llevó el triunfo con un registro de 43,94 s; detrás de él se encontraba el juvenil Santos, quien inesperadamente se ubicó en el segundo puesto de la competencia con un tiempo de 44,46 s, superando al trinitense Lalonde Gordon y el experimentado Chris Brown. Logró además convertirse en el atleta más joven en subirse al podio en los 400 m en una justa olímpica.
Ese mismo día, su compatriota, el veterano Félix Sánchez, se adjudicó el triunfo en los 400 m vallas. Ambos formaron parte del equipo de relevos 4 x 400 m junto a Gustavo Cuesta y Joel Mejía, pero terminaron descalificados en la ronda preliminar por la entrega 
del testigo afuera de la zona reglamentaria. Para el mes de septiembre, Santos acabó empatado en el primer lugar de la prueba de 400 m en la Liga de Diamante, pero el criterio de desempate fue a favor del belga Kévin Borleé.

### Debut en campeonatos del mundo
El 2013 Santos se presentó por primera vez al campeonato del mundo. Antes del evento había tenido resultados modestos en la Liga de Diamante, pero en Moscú, donde se realizó el certamen mundial, logró llegar a la final en la que se hizo del tercer puesto con un registro de 44,52 s, su mejor tiempo personal en ese año. La carrera fue ganada por el estadounidense LaShawn Merritt con 43,74 s, mientras que el campeón defensor, Kirani James, decepcionó con un séptimo puesto y registro de 44,99 s.

### Temporada 2014
Para el 2014, Santos fue reconocido por segunda ocasión como «Atleta del año» por el Comité Olímpico Dominicano correspondiente al año 2013. Posteriormente debutó en el campeonato mundial en pista cubierta, y logró llegar a la ronda semifinal. Para el mes de mayo tuvo un destacado resultado en la reunión Jamaica Invitational International al superar a LaShawn Merrit con un registro de 44,82 por 44,86 del estadounidense. En Liga de Diamante, asistió a varias reuniones en las que su mejor posición fue cuarto.
En carreras de relevos se adjudicó la medalla dorada con el equipo dominicano en el XVI Campeonato Iberoamericano de Atletismo, pero quedó en cuarta posición en los Juegos Centroamericanos y del Caribe de Veracruz.

### Temporada 2015
A principios de 2015, el atleta presidió la inauguración de la Fundación Luguelín Santos Inc. cuyo objetivo es la búsqueda y desarrollo de niños y adolescentes que muestren condiciones para la práctica del atletismo,  y que su situación económica sea un impedimento para su crecimiento deportivo, condición que a él mismo le tocó enfrentar.
De vuelta a la pista atlética, y teniendo en el calendario dos importantes eventos internacionales, para el mes de mayo participó en la reunión Ponce Grand Prix en la que terminó en el octavo puesto con 46,19 s, siendo incluso superado por su compatriota Gustavo Cuesta que llegó tercero. Esto generó un ambiente de pesimismo en cuanto a su estado de forma, el cual fue superado en la Universiada de Gwangju (Corea del Sur) en la que ganó el primer lugar con una marca de 44,91 s. Con este antecedente se presentó a los Juegos Panamericanos de Toronto donde alcanzó el primer título en esta competencia al cronometrar 44,56 s.
Fue como campeón panamericano que se presentó a su segundo campeonato mundial de atletismo, que se realizó en Pekín. La competencia de los 400 m se preveía especialmente difícil por la calidad de corredores, entre ellos Kirani James, LaShawn Merritt, Isaac Makwala y Wayde van Niekerk, quien al final ganó, pero Luguelín se ubicó en el cuarto lugar con un registro de 44,11 s, su mejor tiempo personal hasta ese momento.

### Temporada 2016
En mayo del 2016 Santos corrió en la reunión de Doha por la Liga de Diamante y se ubicó octavo con un registro de 46,53 s. Posteriormente participó en el campeonato iberoamericano en el que fue segundo con una marca de 45,58 s, pese a que era el favorito de la prueba. El resultado lo atribuyó a las lesiones que le impidieron un buen desempeño. Pese a todo, conservó su optimismo para su segunda presentación en Juegos Olímpicos, en esta ocasión realizados en Río de Janeiro, y en los que fue el abanderado en la ceremonia de apertura de la delegación dominicana. En este evento no logró alcanzar la final de los 400 m como lo había hecho en el 2012 y terminó en las semifinales. Acabó la temporada en la reunión de Bruselas donde se adjudicó el primer puesto con un registro de 45,02 s.

### Temporada 2017
En junio del 2017 Santos alcanzó un nuevo logro en su vida personal al obtener el grado de Tecnología Deportiva de la Universidad Interamericana de Puerto Rico. En cuanto a su carrera deportiva, ese mismo año tenía prevista su tercera participación en un mundial de atletismo, pero su estado físico era poco alentador al asistir con una secuela de lesión en el hueso sacro que incluso —se decía— amenazaba su carrera deportiva. Sin embargo, el atleta dominicano corrió en la prueba de los 400 m pero no pasó de la ronda de clasificación al cronometrar 45,73 s, aunque días después se alzó con la medalla dorada en la Universidad de Taipéi donde logró una marca de 45,24 s.

### Temporada 2018
Inició el 2018 con su segunda participación en el mundial de pista cubierta, realizado en Birmingham, y pudo alcanzar por primera vez la final de los 400 m. En dicha carrera había logrado llegar en el segundo puesto con un registro de 45,09 s, por detrás del español Óscar Husillos (44,92 s), pero ambos recibieron la notificación de haber sido descalificados por invasión del carril contrario. Para el mes de agosto tomó parte de sus segundos Juegos Centroamericanos y del Caribe, los cuales tuvieron como sede Barranquilla, y se adjudicó su primera medalla de oro en la especialidad de los 400 m con un tiempo de 44,59 s, mientras que en la carrera de relevos 4 × 400 m fue segundo. Por la Liga de Diamante logró estar presente en la final de Zúrich donde ocupó el sexto puesto (46,17 s). Además, como parte del equipo de las Américas en la Copa Continental de la IAAF, se hizo del primer puesto en la carrera de relevos mixta 4 × 400 m junto a Christian Taylor, Stephenie Ann McPherson y Shaunae Miller-Uibo; mientras que en los 400 m fue sexto lugar (45,81 s).

### Temporada 2019
En marzo de 2019 Luguelín y su hermano Juander decidieron terminar la relación deportiva con su entrenador Ludwig Rubio. Sin embargo, en el resto de la temporada Luguelín no tuvo buenos resultados. En los Juegos Panamericanos de Lima no logró defender su medalla de oro del 2015 al quedar ubicado en el séptimo puesto de la final con un registro de 45,73 s, de hecho su mejor tiempo en los 400 m en el año que tampoco bastó para clasificar al campeonato mundial de Doha.  

### Otras participaciones
Santos ingresó como soldado raso a la Fuerza Aérea Dominicana, por lo que ha representado a esta institución en los Juegos Militares de la República Dominicana.

### Honores
El Ministerio de la Juventud de la República Dominicana galardonó a Santos con el Premio Nacional de la Juventud 2012, por sus destacadas actuación en el campo del atletismo.